# Bilyasar
Bilyasar är en ort i Azerbajdzjan.   Den ligger i distriktet Lənkəran Rayonu, i den södra delen av landet, 220 kilometer sydväst om huvudstaden Baku. Bilyasar ligger 494 meter över havet och antalet invånare är 1 884.
Terrängen runt Bilyasar är huvudsakligen kuperad, men söderut är den bergig. Terrängen runt Bilyasar sluttar österut. Runt Bilyasar är det ganska tätbefolkat, med 129 invånare per kvadratkilometer.. Närmaste större samhälle är Lankaran, 19,5 kilometer nordost om Bilyasar. 
Omgivningarna runt Bilyasar är en mosaik av jordbruksmark och naturlig växtlighet.